# Wang Liqin
Pour les articles homonymes, voir Wang (patronyme).
Dans ce nom chinois, le nom de famille, Wang, précède le nom personnel Liqin.
Wang Liqin (chinois : 王励勤), né le 18 juin 1978 dans la ville de Shanghai, est un joueur de tennis de table chinois, champion du monde à trois reprises, en 2001, 2005 et 2007.

## Biographie
Il a débuté à l'âge de 6 ans et il a été sélectionné dans l'équipe nationale de Chine en 1993 à 15 ans.
Longtemps numéro 1 mondial, en juillet 2008 il est 5e au classement mondial de l'ITTF.
Il est unanimement reconnu comme un des joueurs les plus complets et les plus talentueux de l'histoire : encore aujourd'hui il possède un des meilleurs coups droits au monde, extrêmement précis et puissant, il est aussi capable de tenir très longtemps l'échange en remettant toutes les balles loin de la table, c'est un adversaire extrêmement coriace. Il est parvenu à rester au sommet de la hiérarchie mondiale pendant plusieurs années, performance difficile au tennis de table. Il perd la place de numéro 1 mondial en mars 2007 avant de la récupérer temporairement à l'issue des championnats du monde de Zagreb qu'il remporte.
Il a en tout remporté 3 titres de champion du monde en simple (2001, 2005, 2007) ce qui fait de lui le joueur le plus titré dans ce championnat ces dernières décennies, mais n'a jamais été vainqueur des Jeux olympiques et de la coupe du monde en simple (les deux autres compétitions les plus importantes avec les championnats du monde).
Wang a cependant gagné la médaille d'or en double aux Jeux olympiques de 2000 à Sydney en Australie avec Yan Sen ainsi qu'avec Ma Lin et Wang Hao dans la compétition par équipes à Beijing en 2008.
Il a aussi, à deux reprises, remporté la médaille de bronze en simple aux Jeux olympiques de 2004 à Athènes en Grèce et à ceux de Beijing en 2008.
En 2003, Wang perd en quart de finale des championnats du monde contre Werner Schlager.
En 2005, il perd en quart de finale de la Coupe du Monde contre l'allemand Timo Boll.
Wang a fini 3e de la Coupe du Monde 2006 organisée à Paris, en battant 4-3 Vladimir Samsonov dans la petite finale.
La coupe du Monde est un grand titre qui fait défaut à Wang.
Wang Liqin est élu au Temple de la renommée du tennis de table en 2005.
En 2010 le sélectionneur chinois Liu Guoliang lui ferme définitivement la porte de l'équipe chinoise pour les Jeux olympiques de 2012, lui préférant des jeunes comme Xu Xin; c'est donc pour lui une retraite forcée, après avoir gagné le plus grand nombre de compétitions dans le monde du tennis de table.
Il est numéro dix mondial en août 2012 d'après le classement mondial ITTF de la Fédération internationale de tennis de table (ITTF).
Il annonce la fin de sa carrière internationale en 2013.
Le 23 avril 2025, il est élu Président de l'Association chinoise de tennis de table

## Palmarès
C'est un résumé du palmarès. Les références apportent une information plus complète.
- 1996

- -  vainqueur de la finale de l'ITTF Pro Tour en double à Tianjin en Chine (avec Yan Sen)
- 1997
  -  demi-finaliste aux championnats du monde en double mixte à Manchester en Angleterre (avec Wang Nan)
  -  demi-finaliste de la finale de l'ITTF Pro Tour en double à Hong Kong en Chine (avec Yan Sen)
- 1998
  -  vainqueur de la finale de l'ITTF Pro Tour en simple à Paris en France
  -  vainqueur de la finale de l'ITTF Pro Tour en double à Paris en France (avec Yan Sen)
- 1999
  -  vice-champion du monde en double homme à Eindhoven aux Pays-Bas (avec Yan Sen)
  -  demi-finaliste au championnat du monde en double mixte à Eindhoven aux Pays-Bas (avec Wang Nan)
  -  demi-finaliste de la finale de l'ITTF Pro Tour en double à Sydney en Australie (avec Yan Sen)
- 2000
  -  champion olympique en double homme à Sydney en Australie (avec Yan Sen)
  -  vice-champion du monde par équipe à Kuala Lumpur en Malaisie
  -  vainqueur de la finale de l'ITTF Pro Tour en simple à Kōbe au Japon
  -  vainqueur de la finale de l'ITTF Pro Tour en double à Kōbe au Japon (avec Yan Sen)
- 2001
  -  champion du monde en simple à Osaka au Japon
  -  champion du monde en double à Osaka au Japon (avec Yan Sen)
  -  champion du monde par équipe à Osaka au Japon
- 2002
  -  demi-finaliste de la finale de l'ITTF Pro Tour en double à Stockholm en Suède
- 2003
  -  champion du monde en double homme à Paris en France (avec Yan Sen)
  -  3e de la coupe du monde à Jiangyin en Chine
- 2004
  -  champion du monde par équipe à Doha au Qatar
  -  3e aux Jeux olympiques en simple à Athènes en Grèce
  -  vainqueur de la finale de l'ITTF Pro Tour en simple à Pékin en Chine
- 2005
  -  champion du monde en simple à Shanghai en Chine
  -  demi-finaliste aux championnats du monde en double homme à Shanghai en Chine (avec Yan Sen)
  -  champion du monde en double mixte à Shanghai en Chine (avec Guo Yue)
  -  demi-finaliste de la finale de l'ITTF Pro Tour en double homme à Fuzhou en Chine
- 2006
  -  champion du monde par équipe à Brême en Allemagne
  -  3e de la coupe du monde à Paris en France
- 2007
  -  champion du monde en simple à Zagreb en Croatie
  -  vice-champion du monde en double homme à Zagreb en Croatie (avec Wang Hao)
  -  champion du monde en double mixte à Zagreb en Croatie (avec Guo Yue)
  -  3e de la coupe du monde à Barcelone en Espagne
  -  demi-finaliste de la finale de l'ITTF Pro Tour en simple à Pékin en Chine
  -  vainqueur de la finale de l'ITTF Pro Tour en double homme à Pékin en Chine
  -  vainqueur de la coupe du monde par équipe à Magdebourg en Allemagne
- 2008
  -  champion du monde par équipe à Guangzhou en Chine
  -  champion olympique par équipe à Pékin en Chine
  -  3e en individuel des Jeux olympiques de Pekin
- 2009
  -  vice-champion du monde en simple à Yokohama au Japon
- 2010
  - Vainqueur de l'open du Qatar en simple à Doha